# Högklobben, Korpo
Högklobben är klippor i Finland.   De ligger i kommunen Pargas i landskapet Egentliga Finland, i den sydvästra delen av landet, 180 km väster om huvudstaden Helsingfors.
Terrängen runt Högklobben är mycket platt.  Närmaste större samhälle är Korpo, 15,8 km söder om Högklobben. 